# Cyclops geoffroyi
Cyclops geoffroyi is een eenoogkreeftjessoort uit de familie van de Cyclopidae. De wetenschappelijke naam van de soort is voor het eerst geldig gepubliceerd in 1819 door Samouelle.